# Armi Kuusela
Armi Helena Kuusela (Muhos, 20 agosto 1934) è una modella finlandese.
Fu la prima vincitrice del concorso di bellezza Miss Universo, nel 1952.

## Biografia

### Infanzia e vita giovanile
I genitori di Armi Kuusela, Aarne (padre) e Martta Kyrö (madre) si incontrarono in Ontario, in Canada, dove si sono anche sposati. Anche la loro prima figlia nacque lì. Dopo alcuni anni in Canada, ritornarono per stabilirsi a Muhos.
Martta partorì cinque bambine e un bambino; una delle bimbe morì a soli due anni e mezzo. Armi nacque il 20 agosto 1934, e fu la quarta più grande dei bambini. Armi visse la sua infanzia nel benessere e in felicità insieme con molti amici.
Andò alle scuole medie a Muhos, e nel 1951 iniziò a frequentare il collegio femminile a Porvoo. Ad Armi piaceva il nuoto, lo sci e la ginnastica, e dopo aver completato con successo il suo Abitur, ebbe l'intenzione di indirizzarsi all'Istituto di Ginnastica dell'Università di Helsinki.

### Miss Universo
Quando Armi Kuusela vinse facilmente il concorso nazionale Suomen Neito il 24 maggio 1952, le è stata conferita una scatola di cioccolatini, un anello d'oro e un biglietto andata e ritorno finanziato dalla Pan American World Airways per gli Stati Uniti. Il 17 giugno, Armi prese un volo per gli Stati Uniti e per il primo concorso di Miss Universo.
Ventinove concorrenti parteciparono per il primo concorso di Miss Universo nel 1952 tenutosi a Long Beach in California. Il concorso fu tenuto il 29 giugno 1952, e Armi Kuusela, come Miss Finlandia, prese la corona. Aveva solo 17 anni e pesava 49 kg ed era alta 165 cm.
Immediatamente dopo la sua vittoria ci fu un film fatto su di lei, chiamato Maailman kaunein tyttö (La ragazza più bella del mondo) dove lei recitò la parte di sé stessa, e Tauno Palo la parte di Jack Coleman (il ruolo opposto). Fu diretto da Veikko Itkonen, con i crediti di scrittura che andarono a Mika Waltari.
Sebbene una parte della vittoria del concorso fu un contratto con Universal Studios, scelse di non avvantaggiarsi di esso dopo aver rifiutato la prima parte che loro avevano scelto per lei (in un film con Abbott e Costello) e aver discusso la chiusura del contratto, probabilmente perché loro proposero che lei avrebbe dovuto sposarsi con Tony Curtis per evitare problemi con il suo permesso di lavoro.

### Dopo Miss Universo
Il 22 febbraio 1953 Armi fece un viaggio in giro per il mondo, durante il quale incontrò un businessman filippino, Virginio Hilario. Meno di un anno più tardi dopo la sua incoronazione, il 4 maggio 1953 Armi scelse di cedere la sua corona di Miss Universo prima che il suo anno fu completo per sposare Hilario. Si sposarono a Tokyo, ma dopo vissero nei pressi di Manila dove ebbero cinque figli:
- Arne Hilario, sposato con tre figli, vive in Cile;
- Anna-Lisa De Gari, sposata con due figli, vive in Spagna;
- Jussi Hilario, sposato, vive in Canada;
- Eva-Maria Hess, sposata con due figli, vive in California;
- Mikko Hilario, vive nelle Filippine.

La loro casa era situata vicino a Manila, in una ricca comunità chiama Forbes Park, in una strada che è stata soprannominata "Strada Milionaria".
Fu anche in un film nelle Filippine in questo periodo.

### Tarda vita
Virginio Hilario morì di un attacco di cuore il 7 settembre 1975, e Kuusela sposò il diplomatico americano Albert Williams l'8 giugno 1978. Prima si trasferirono a Barcellona, dopo a Smirne, in Turchia e infine a La Jolla, una comunità a San Diego, in California (due ore di guida da Los Angeles).
Nel 2003, lei e suo marito vivono ancora a San Diego. Lei è ancora attiva nella sua comunità, è un'attiva partecipante nelle organizzazioni di beneficenza ed è coinvolta nella ricerca sul cancro al Burnham Institute.